# 茶录

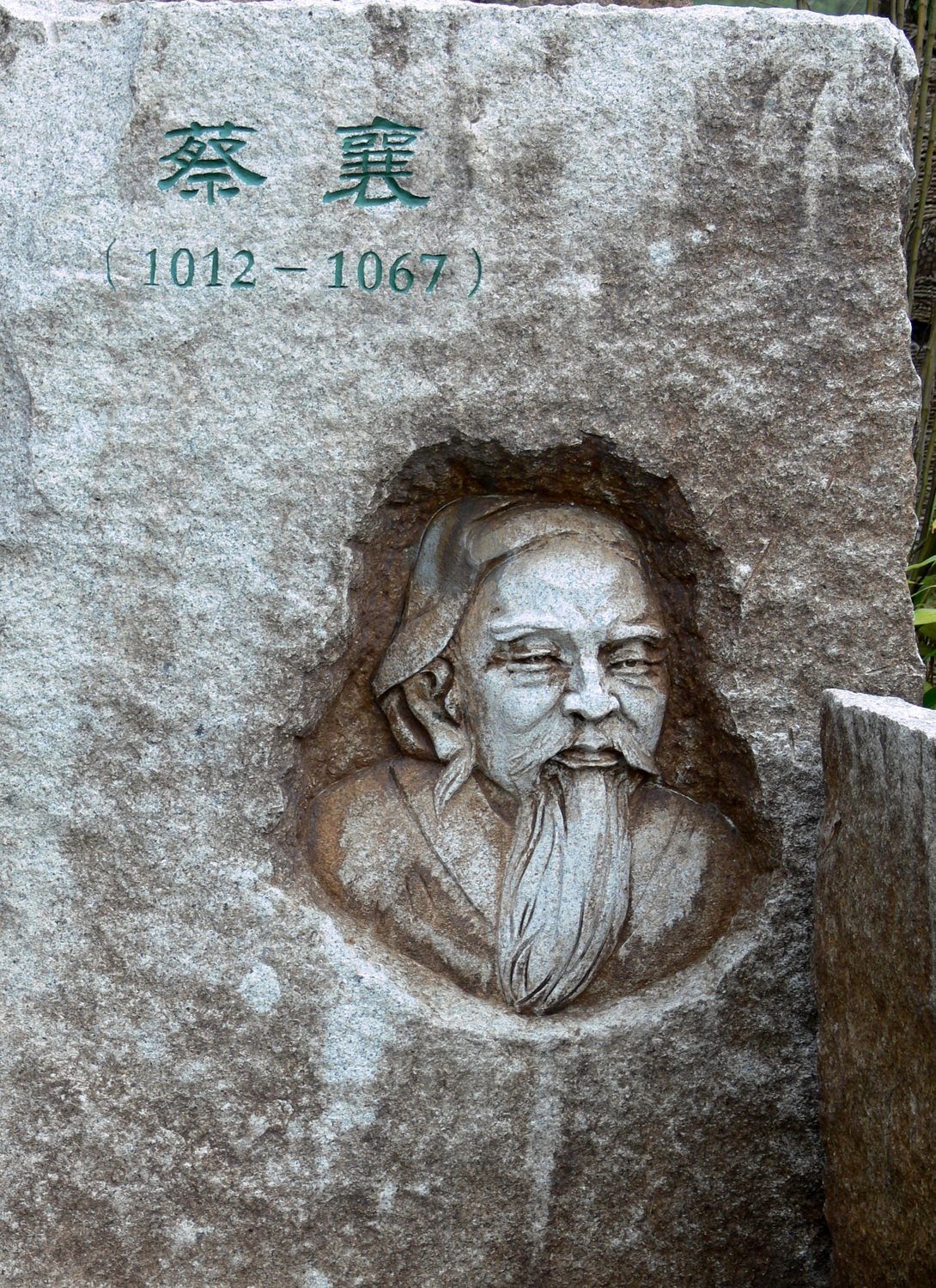
武夷山茶博园蔡襄雕像

《茶录》为宋人蔡襄作于皇祐年间（1049年—1053年）的重要茶学专著。全书分为两篇。

## 上篇 论茶
（大意）
- 色 茶色贵白，其中青白胜黄白。
- 香 主张茶贵真香，不宜加入龙脑等香料。
- 味  茶味注重甘滑，北苑风黄山茶最上。
- 藏茶 茶宜干燥， 收藏时用箬叶包裹，两三天焙一次，温度同人体温，以免焙焦。
- 炙茶 陈年茶应重新焙干
- 碾茶 先用只纸包上再碾压。
- 罗茶 罗孔细小，茶浮水上；罗孔粗大，水浮茶上。
- 候汤 煮水掌握火候，不可沸过头。
- 熁盏 砌茶时先将茶盏烘热。
- 点茶 详细讲解点茶的步骤。

## 下篇 论茶器
（大意）
- 茶焙 茶焙用竹子编制，内衬箬叶。
- 茶笼 保存茶叶的箬叶茶笼。
- 砧椎 茶砧用金或铁制造，茶椎用木制造。
- 茶铃 烤茶的茶铃用金或铁制造，
- 茶碾 用银或铁制造。
- 茶罗 茶罗必须极细。
- 茶盏 茶色白，宜用黑茶盏。
- 茶匙 茶匙要重，金制茶匙最好。
- 汤瓶 金制汤瓶为上。

## 翻译本
蔡襄《茶录》有英、法译本。